# Piper PA–46 Malibu
A Piper PA–46 Malibu amerikai egymotoros könnyű utasszállítórepülőgép-család, amelyet a floridai Vero Beachben működő Piper Aircraft gyárt 1979-től. Öt utas szállítására alkalmas. Kezdetben dugattyús motorral szerelték fel, majd az 1990-es évek második felében jelent meg a légcsavaros gázturbinával ellátott változata.